# John Berry
John Berry, nato Jak Szold (New York, 6 settembre 1917 – Parigi, 29 novembre 1999), è stato un regista, sceneggiatore e attore statunitense.

## Filmografia parziale

### Regista
- Tutte le spose son belle (From This Day Forward) (1946)
- Bionda fra le sbarre (Cross My Heart) (1947)
- Casbah (1948)
- Tensione (Tension) (1949)
- Ho amato un fuorilegge (He Ran All the Way) (1951)
- Silenzio... si spara! (Ça va barder) (1955) - anche sceneggiatore
- Sono un sentimentale (1955)
- Il grande seduttore (Don Juan) (1956) - anche sceneggiatore
- Tamango (1958) - anche sceneggiatore
- Il giovane leone (Oh! Que Mambo) (1958)
- La rivolta dell'Esperanza (Tamango) (1958) - anche sceneggiatore
- Maya (1966)
- Quella carogna di Frank Mitraglia (À tout casser) (1968) - anche sceneggiatore
- Gli orsi vanno in Giappone (The Bad News Bears Got to Japan) (1978)

### Attore
- Silenzio... si spara! (Ça va barder), regia di John Berry (1955)
- Come è cambiata la nostra vita (F... comme Fairbanks), regia di Maurice Dugowson (1976)
- Round Midnight - A mezzanotte circa (Autour de Minuit), regia di Bertrand Tavernier (1986)
- Un uomo innamorato (Un homme amoureux), regia di Diane Kurys (1987)